# 金棒町
金棒町（かなぼうちょう）は、愛知県愛西市の地名。字が4つある。

## 地理
旧佐屋町北東端部に位置する。東は津島市、西は甘村井町・稲葉町、南は大井町・落合町、北は日置町に接する。

### 字一覧
（五十音順・読みはyahoo!地図による）
- 北（きた）
- 承西（しょうにし）
- 東（ひがし）
- 南（みなみ）

## 歴史

### 町名の由来
『尾張国地名考』によれば、金棒の地名は「金穂」の転訛であり、元々「カナ」の語は「細い・小さい」を指すもので、親村であった稲葉の稲から引いて、「細穂」（かなぼ）と名付けたものであるという。

### 沿革
- 1970年（昭和45年） - 海部郡佐屋町大字稲葉の一部により、同町大字金棒として成立[7]。
- 2005年（平成17年）4月1日 - 合併に伴い、愛西市金棒町となる。

## 世帯数と人口
2019年（令和元年）5月1日現在の世帯数と人口は以下の通りである。
| 町丁   | 世帯数 | 人口  |
| ------ | ------ | ----- |
| 金棒町 | 74世帯 | 235人 |

### 人口の変遷
国勢調査による人口の推移
| 2005年（平成17年） | 276人 | [ 8 ]  |  |
| 2010年（平成22年） | 274人 | [ 9 ]  |  |
| 2015年（平成27年） | 248人 | [ 10 ] |  |

## 小・中学校の学区
市立小・中学校に通う場合、学区は以下の通りとなる。
| 番・番地等 | 小学校             | 中学校             |
| ---------- | ------------------ | ------------------ |
| 全域       | 愛西市立佐屋小学校 | 愛西市立佐屋中学校 |

## 交通

### バス
- 愛西市巡回バス（2020年4月1日現在）[12]

|    | 停留所名   | ルート |
| -- | ---------- | ------ |
| 52 | 金棒東     | 佐屋東 |
| 53 | 金棒神明社 | 佐屋東 |

## 施設
- 中央公園[5]

佐屋町が池・水田を埋め立てた上で整備した公園で、その埋立ての途上（1979年7月2日から1980年9月まで）で一部が名古屋市の不燃ゴミの処分場「金棒処分場」として使用された。1981年（昭和56年）6月末に名古屋市が覆土・整備の上、佐屋町に返還した。処分場の跡地は野球場が建設されている。
- 神明社[5]

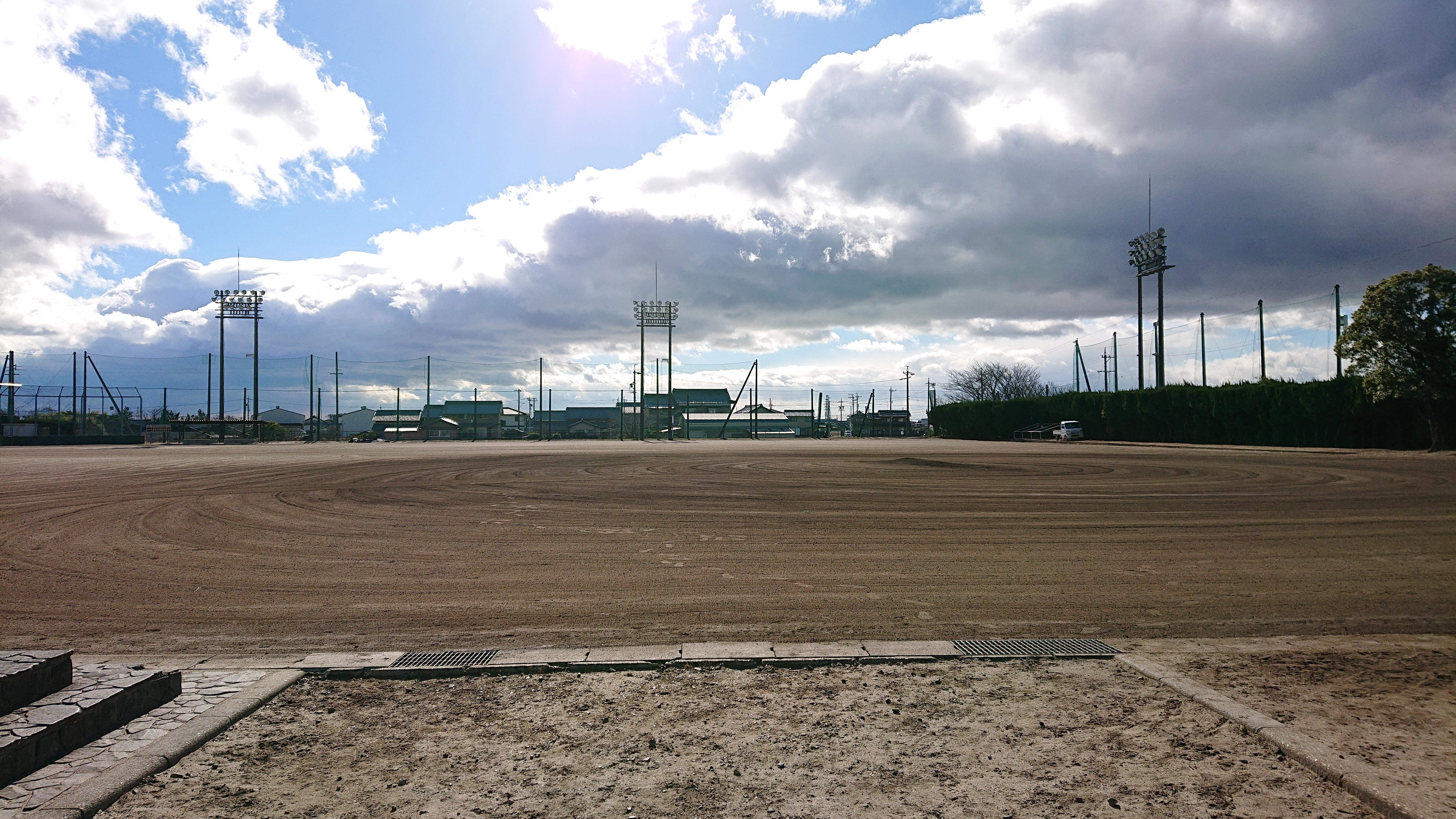
中央公園（佐屋総合運動場）
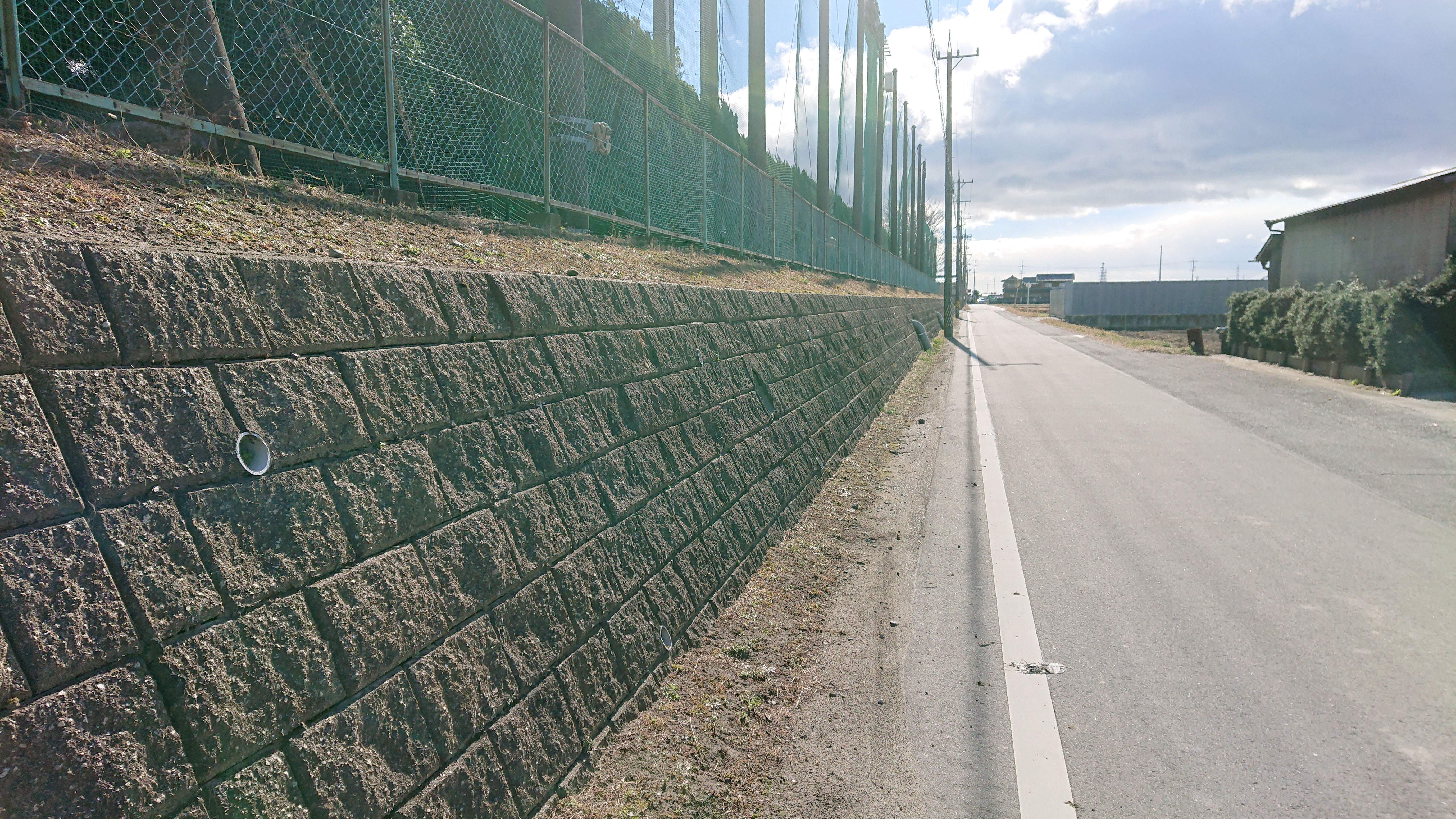
周囲より高くなっている様子がわかる

## その他

### 日本郵便
- 郵便番号 : 496-0908[3]（集配局：津島郵便局[14]）。